# Anabelle Acosta
Anabelle Acosta (ur. 28 lutego 1987 w Hawanie) – amerykańska aktorka, wystąpiła m.in. w serialach Quantico, Gracze i Chicago PD.

## Filmografia

### Filmy
| Rok  | Tytuł                       | Rola          |
| ---- | --------------------------- | ------------- |
| 2008 | The Next Hit                | barmanka      |
| 2012 | Freelancers                 | Cyn           |
| 2012 | Construction                | Lori          |
| 2012 | We Made This Movie          | Kelly Acevedo |
| 2017 | Fat Camp                    | Abby          |
| 2019 | Domino śmierci (Kill Chain) | Renata        |
| 2020 | The Subject                 | Jess Rivas    |
| 2021 | Construction                | Lori          |

### Telewizja
| Rok       | Tytuł                    | Rola                | Uwagi              |
| --------- | ------------------------ | ------------------- | ------------------ |
| 2011      | Grace                    | Eden Grace          | film TV            |
| 2012      | Breaking In              | Phoebe              | 1 odcinek          |
| 2012      | Świętoszki z Dallas      | Lucia               | 1 odc.             |
| 2013      | Second Generation Wayans | Destiny             | 1 odc.             |
| 2013      | Pułapki umysłu           | Eva                 | 1 odc.             |
| 2014      | Nie z tego świata        | Maritza             | 1 odc.             |
| 2014      | Castle                   | Holly               | 1 odc.             |
| 2015–2016 | Gracze (Ballers)         | Annabella           | 7 odc.             |
| 2015–2016 | Quantico                 | Natalie Vasquez     | w gł. obsadzie     |
| 2017      | The Arrangement          | Amelia Briggs / Jaq | 3 odc.             |
| 2017      | Chicago PD               | Camila Vega         | 3 odc.             |
| 2019      | God Friended Me          | Denise              | 1 odc.             |
| 2020      | MacGyver                 | Paula               | 1 odc.             |
| 2021      | Thirtysomething(else)    | Angelica            | niewykorzys. pilot |
| 2022      | The Garcias              | Sofia               | 1 odc.             |